# La Victoria, Texas
La Victoria là một nơi ấn định cho điều tra dân số (CDP) thuộc quận Starr, tiểu bang Texas, Hoa Kỳ. Năm 2010, dân số của nơi này là 171 người.